# Müller József (labdarúgó)
Müller József (1885. december 26. – 1958.) válogatott labdarúgó, hátvéd.

## Pályafutása

### Klubcsapatban
A BAK labdarúgója volt. Több poszton is szerepelt. Játszott a fedezetsorban és jobbszélsőként is. Mozgékony, gyors labdarúgó volt, de rúgótechnikája csak jobb lábbal volt megfelelő.

### A válogatottban
1908-ban egy alkalommal szerepelt a válogatottban.

## Sikerei, díjai
- Magyar bajnokság
  - 4.: 1906–07, 1909–10

## Statisztika

### Mérkőzése a válogatottban
| Magyarország | Magyarország   | Magyarország     | Magyarország | Magyarország | Magyarország | Magyarország | Magyarország | Magyarország |
| #            | Dátum          | Helyszín         | Hazai        | Eredmény     | Vendég       | Kiírás       | Gólok        | Esemény      |
| ------------ | -------------- | ---------------- | ------------ | ------------ | ------------ | ------------ | ------------ | ------------ |
| 1.           | 1908. május 3. | Bécs, Hohe Warte | Ausztria     | 4 – 0        | Magyarország | barátságos   | -            |              |
|              | Összesen       |                  |              | 1            | mérkőzés     |              | 0            | gól          |